# Шмитс, Янис
Янис Шмитс (латыш. Jānis Šmits; 1 апреля 1968 — 23 сентября 2019) — латвийский государственный и религиозный деятель. Член правления Латвийской первой партии. Депутат 8-го и 9-го Сейма Латвии, депутат Рижской думы в 2009—2017 годах.

## Биография
Родился 1 апреля 1968 года в Риге. Окончил теологический факультет Латвийского университета. С 1993 года служил священником в лютеранских приходах Латвии, занимался издательской деятельностью. Проходил теологические курсы лютеранской семинарии в Сент-Луисе (1994), курсы обучения военных капелланов в США (1995).
Депутат и секретарь 8-го Сейма Латвии, председатель фракции Латвийской первой партии. В 9-м Сейме был главой комиссии по правам человека. Генеральный секретарь Совета Европы Терри Дэвис сказал, что избрание на пост главы комиссии по правам человека «ведущего активиста антигеев» может поставить под угрозу международную репутацию Латвии. Сам Шмитс считает, что критика в адрес Латвии о дискриминации представителей нетрадиционной сексуальной ориентации в основном исходит со стороны отдельных евродепутатов. По его словам, Латвия остаётся толерантной страной.
В ноябре 2006 года Сеймом Латвии избран заместителем постоянного представителя Латвии в Парламентской ассамблее НАТО. Шмитс утратил мандат в 2009 году с возвращением в Сейм бывшего министра интеграции О. Кастенса. В 2009 году избран депутатом Рижской думы от списка партийного объединения "Латвийская Первая партия — Латвийский путь"; с 2012 — член правления партии "Честь служить Риге", от объединённого списка которой с "Согласием" переизбран депутатом думы в 2013. Не прошёл в думу на выборах 2017 года.
Умер 23 сентября 2019 года.